# Resuttano
Resuttano település Olaszországban, Szicília régióban, Caltanissetta megyében. Lakosainak száma 1752 fő (2023. január 1.). Resuttano Blufi, Petralia Sottana, Santa Caterina Villarmosa, Alimena és Bompietro községekkel határos.

## Népesség
A település lakossága az elmúlt években az alábbi módon változott:
| Lakosok száma | 1994 | 1954 | 1752 |
|               | 2017 | 2018 | 2023 |